# Edmund Pettus

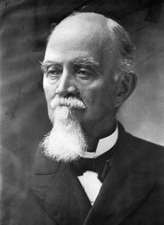
Edmund Pettus

Edmund Winston Pettus (* 6. Juli 1821 im Limestone County, Alabama; † 27. Juli 1907 in Hot Springs, North Carolina) war ein US-amerikanischer Politiker (Demokratische Partei). Er vertrat den Bundesstaat Alabama im US-Senat und war ein hochrangiges Mitglied des Ku-Klux-Klan.
Edmund Pettus war das jüngste der neun Kinder von John Pettus and Alice Taylor Winston und ein entfernte Verwandter von Südstaaten-Präsident Jefferson Davis. John J. Pettus, Gouverneur von Mississippi, war ein älterer Bruder.
Nach Ende seiner schulischen Ausbildung in Alabama und Tennessee studierte Pettus Jura, bestand 1842 die Aufnahmeprüfung zur Anwaltskammer und praktizierte als Jurist in Gainesville. 1844 wurde er zum Solicitor für den siebten Gerichtsbezirk der USA gewählt. Im Mexikanisch-Amerikanischen Krieg diente er als Leutnant. Von 1855 bis 1858 war er als Richter des siebten Gerichtsbezirks tätig.
Nach Ausbruch des Sezessionskrieges schloss sich der Sklavenhalter Pettus dem konföderierten Heer an. Zunächst wurde er Operationsstabsoffizier des 20. Alabama-Infanterieregiments mit dem Dienstgrad Major, einen Monat darauf stellvertretender Regimentskommandeur und im Mai 1863 als Oberst dessen Regimentskommandeur. Er nahm am zweiten Vicksburg-Feldzug teil und wurde schließlich zum Brigadegeneral befördert.
Als der Krieg beendet war, kehrte Pettus nach Alabama zurück und arbeitete als Anwalt in Selma, Alabama. Ab 1877 leitete er als „Grand Dragon of the Realm of Alabama“ (Großdrachen des Reichs von Alabama) den Ku-Klux-Klan. Er gehörte als Demokrat vom 4. März 1897 bis zu seinem Tod am 27. Juli 1907 dem US-Senat an.
Eine Ururenkelin ist die afroamerikanische Schriftstellerin Caroline Randall Williams.
In Selma wurde die Edmund Pettus Bridge nach ihm benannt. Diese erlangte am 7. März 1965 überregionale Bekanntheit, als ein von Martin Luther King angeführter Protestmarsch der Bürgerrechtsbewegung darüber führte und dessen Mitglieder nach Überqueren der Brücke von der örtlichen Polizei brutal attackiert wurden.